# Cumayeri
Cumayeri ist eine Stadt und ein Landkreis der türkischen Provinz Düzce. Die Stadt liegt etwa 18 Kilometer westlich der Provinzhauptstadt Düzce und beherbergt über 70 Prozent der Landkreisbevölkerung.
Der Landkreis liegt im Westen der Provinz. Er grenzt im Norden an den Landkreis Akçakoca, im Osten an Çilimli, im Süden an Gümüşova und im Westen an die Provinz Sakarya. Die Atatürk Caddesi verbindet Cumayeri mit der Fernstraße D100 von Edirne über Istanbul nach Erzurum und zur iranischen Grenze, die im Süden außerhalb des Landkreises vorbeiführt. Der Fluss Melen Çayı durchquert den Landkreis, östlich der Kreisstadt, von Süden nach Norden und fließt weiter ins Schwarze Meer.
Der Landkreis wurde 1987 gegründet und umfasst neben dem Verwaltungssitz (Merkez) noch 21 Dörfer (Köy) mit einer Durchschnittsbevölkerung von 208 Einwohnern, das ist der niedrigste Wert in der Provinz. Avlayan ist mit 579 Einwohnern das bevölkerungsreichste Dorf.
Ende 2020 lag Cumayeri mit 15.002 Einwohnern auf dem vorletzten Platz der bevölkerungsreichsten Landkreise in der Provinz Düzce. Die Bevölkerungsdichte liegt mit 133 Einwohnern je Quadratkilometer unter dem Provinzdurchschnitt (159 Einwohner je km²).